# Raymonda Verdyck
Raymonda Verdyck (Peer, 15 december 1955) is een Belgisch voormalig topambtenaar. Van 2007 tot 2009 was ze administrateur-generaal van Toerisme Vlaanderen en van 2009 tot 2021 afgevaardigd bestuurder van het GO! onderwijs van de Vlaamse Gemeenschap.

## Levensloop
Raymonda Verdyck studeerde moraalwetenschappen aan de Vrije Universiteit Brussel. Van 1977 tot 1985 was ze leraar niet-confessionele zedenleer binnen het Gemeenschapsonderwijs en van 1985 tot 1994 gedetacheerd leerkracht bij de Humanistische Jongeren. In 1994 maakte ze de overstap naar de Vlaamse overheid, waar ze zich vooral met jeugdbeleid bezighield. Verdyck was van 1994 tot 1999 adjunct-directeur en van 1999 tot 2001 staflid van de directeur-generaal van de administratie Cultuur, van 2001 tot 2006 afdelingshoofd Studietoelagen van het departement Onderwijs en van 2006 tot 2007 waarnemend administrateur-generaal van het agentschap Onderwijscentrum Hoger- en Volwassenenonderwijs. In 2007 werd ze in opvolging van Wim Vanseveren administrateur-generaal van Toerisme Vlaanderen, een functie die ze uitoefende tot ze in 2009 door Peter De Wilde werd opgevolgd. Vervolgens was Verdyck van 2009 tot 2021 in opvolging van Dirk Van Damme afgevaardigd bestuurder van het GO! onderwijs van de Vlaamse Gemeenschap (het voormalige Gemeenschapsonderwijs). Koen Pelleriaux volgde haar in deze functie op.
Verder bekleedt of bekleedde ze mandaten bij Go! scholengroep Brussel, het Vlaams Huis in New York, de AP Hogeschool Antwerpen, de Hogeschool Gent, de Vrije Universiteit Brussel, de vzw SKOGO, de vzw Profo en de Vzw Go! ouders. In september 2022 volgde ze Bart De Schutter als voorzitter van de Erasmushogeschool Brussel op. In maart 2024 volgde ze Freddy Mortier als voorzitter van deMens.nu, de Nederlandstalige koepelorganisatie van vrijzinnig humanistische verenigingen in Vlaanderen en Brussel.
Verdyck is vrijmetselaar. Ze is Grootmeester van de Vrouwengrootloge van België.